# Radisson Collection Royal Hotel
Pour les articles homonymes, voir Radisson (homonymie).
Le Radisson Collection Royal Hotel, appelé à l'origine SAS Royal Hotel, est un hôtel de cinq étoiles avec 260 chambres situé dans la ville de Copenhague. Ouvert le 1er juillet 1960, il est lié depuis 1994 au groupe hôtelier Radisson, une des filiales de Carlson. Il est entièrement dessiné par Arne Jacobsen dont c'est l'une des créations emblématiques.

## Historique

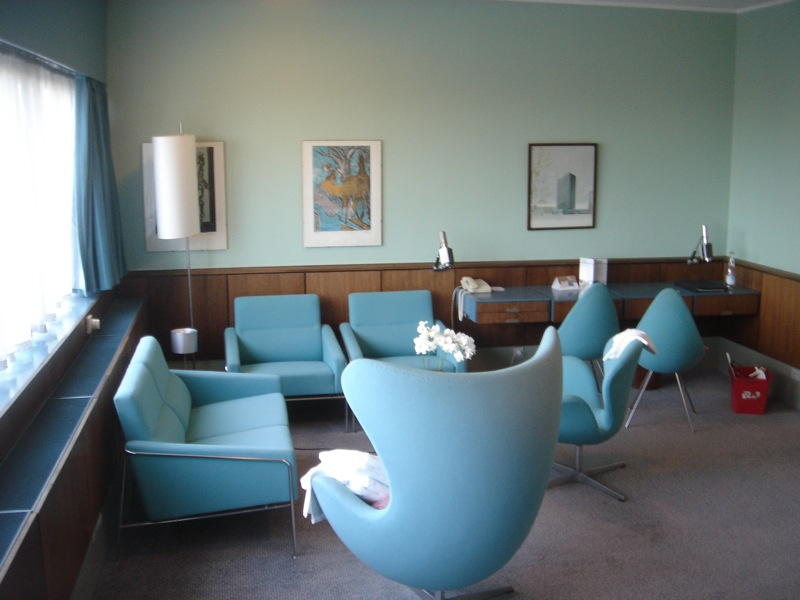
Chambre 606 par Arne Jacobsen, encore conservée dans l'état d'origine et toujours disponible à la réservation.

Alors que Arne Jacobsen vient de finir le bâtiment de la Banque nationale du Danemark dans sa ville natale, le projet d'un ensemble comprenant une agence de voyages, d'un terminal et d'un hôtel émane en 1956 lorsque la Scandinavian Airlines System demande au designer et architecte de concevoir un hôtel dans la capitale danoise,.
Situé face à la gare centrale de Copenhague et à côté du parc d'attractions Jardins de Tivoli, l'hôtel SAS Royal Hotel est conçu entièrement  par Arne Jacobsen ; ce dernier exige de maitriser la totalité du projet, de la façade aux luminaires ou moquettes, jusqu'au plus petit détail. Le chantier est terminé en quatre ans et le lieu ouvre en juillet 1960.
Quelques-uns des projets de meuble, comme la chaise Drop, les fauteuils dont le fauteuil Egg et le fauteuil The Swan, sont regardés comme classiques du design. L'hôtel a également des exemplaires de la « Série 3300 » ou encore du fauteuil « Gryden ».
Dans le rez-de-chaussée, il y a un lobby, un café et également un restaurant. Au premier étage 10 salles de réunion. La tour de 22 étages a une façade Mur-rideau avec une enveloppe de verre et un squelette de béton armé. Elle était la première façade Mur-rideau au Danemark. Au 20e étage de la tour se trouve encore un restaurant, l’Alberto K. L'ensemble de l'établissement se doit d'être fonctionnel suivant les préceptes du designer et refléter « bien être » et « simplicité ». Premier gratte-ciel de Copenhagen, le bâtiment est classé.
Depuis sa création, l'établissement porte plusieurs noms successifs tels « Royal Hotel » lors de son inauguration, aussi connu comme « SAS Royal Hotel », « Radisson SAS Royal Hotel » en 1994, « Radisson Blu Royal Hotel » en 2009, « Radisson Collection Royal Copenhagen » depuis mars 2018 puis « Radisson Collection Royal Hotel » .
La suite 606 reste à l'état identique de sa création en 1960 par le designer danois. La suite 506 est refaite au milieu des années 2010 par Jaime Hayón (es), en l'hommage à la suite historique. Durant plusieurs décennies, l'hôtel devient vieillissant, comme endormi depuis sa création. Au milieu des années 2010, il est entièrement rénové par le cabinet Space Copenhagen, toujours avec un design nordique, dans un mélange des pièces originales d'Arne Jacobsen et d'autres plus contemporaines inspirées par les archives de l'établissement ; malgré l'importance de la rénovation, de multiples éléments datant de l'ouverture de l'hôtel sont conservés à l'identique.